# Cyanopterus semirufus
Cyanopterus semirufus är en stekelart som först beskrevs av Szepligeti 1905.  Cyanopterus semirufus ingår i släktet Cyanopterus och familjen bracksteklar. Inga underarter finns listade i Catalogue of Life.